# Marquesado del Pedroso

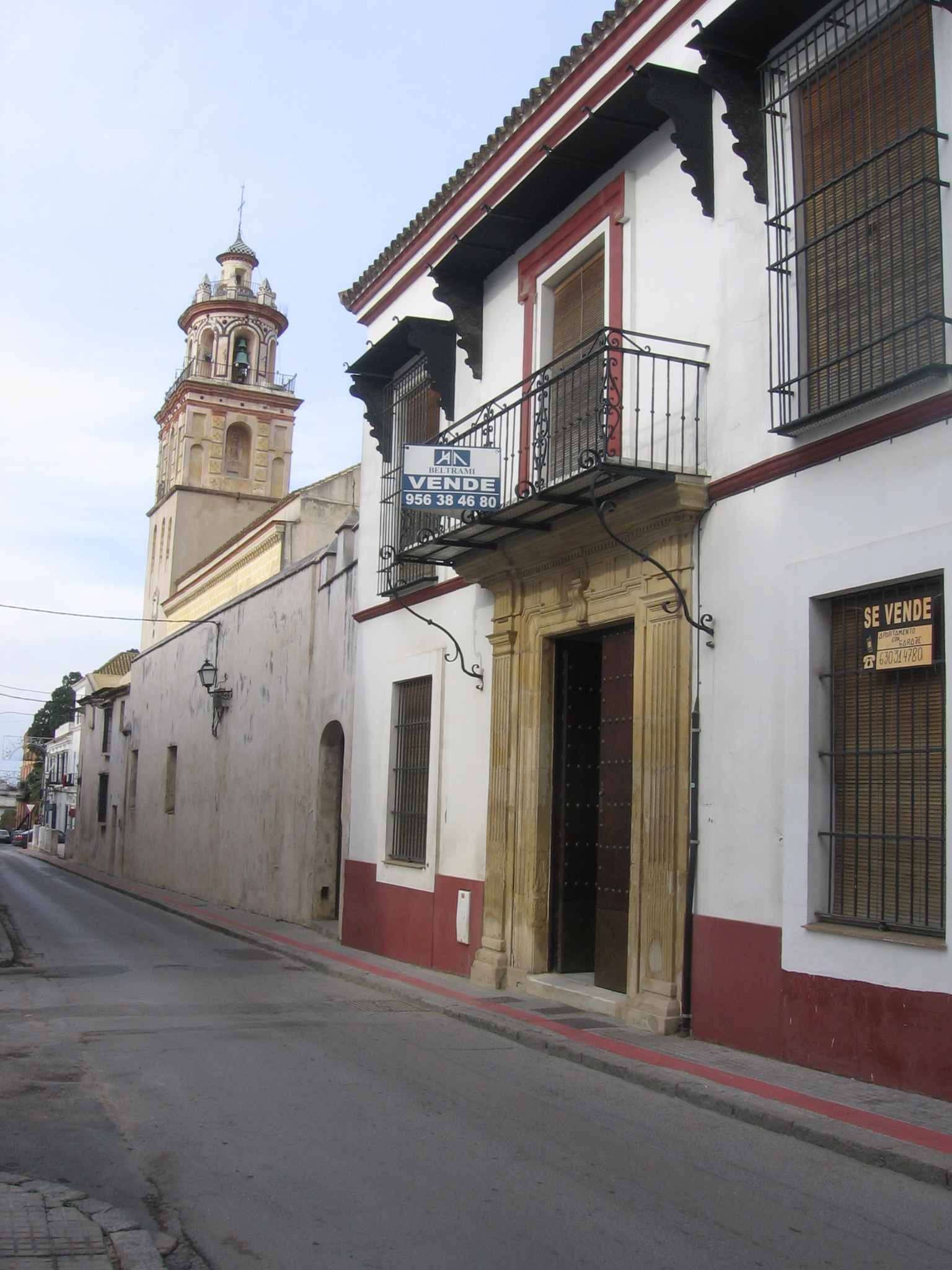
Casa de los Marqueses del Pedroso en la calle Luis de Eguílaz de Sanlúcar de Barrameda.

El marquesado del Pedroso es un título nobiliario español creado por el rey Carlos II en 1690 a favor de Pedro de Colarte y Dowers, de origen flamenco, quien se naturalizó en Sanlúcar de Barrameda, al igual que sus hermanos, y luego pasó a Cádiz, donde prosperó como cargador a Indias. Su nombre se refiere al municipio andaluz de El Pedroso, en la provincia de Sevilla.

## Marqueses del Pedroso
- Pedro de Colarte y Dowers (m. Cádiz, 1701), I marqués del Pedroso. Contrajo matrimonio con María de Lila y Valdés.[1]
- Carlos Colarte y Lila, II marqués del Pedroso.
- Pedro Colarte y López de Morla, III marqués del Pedroso.
- Félix Colarte y Caballero, IV marqués del Pedroso.
- Antonio Colarte y Caballero, V marqués del Pedroso.
- Félix Colarte y Díaz de Bulnes, VI marqués del Pedroso.
- Manuel Colarte y Archedekin, VII marqués del Pedroso.
- Félix Siloniz y Colarte, VIII marqués del Pedroso.
- Teresa Marquéz de la Plata, IX marquesa del Pedroso.
- María Josefa Márquez de la Plata y Caamaño, X Marquesa del Pedroso.
- María de los Ángeles Pastoriza Márquez de la Plata y Caamaño (m. 1989),[2] XI marquesa del Pedroso.
- Mariano de Ena y Márquez de la Plata, XII marqués del Pedroso.[2]
- Joaquín Gabriel Ena y Squella, XIII marqués del Pedroso.[3]